# Cinema d'aventures

Jungle Cruise, pel·lícula del català Jaume Collet-Serra

El cinema d'aventures és un gènere cinematogràfic d'ampli abast, ja que engloba altres gèneres cinematogràfics com el western i la ciència-ficció. Mostra un món heroic de combats i aventures, on sol haver-hi molta acció i valors del mite.

## Definició

### Confusió: acció o aventura
El cinema d'acció es defineix per l'ús del llenguatge de l'acció física en oposició al llenguatge dialogat. La indústria del cinema considera que no existeix el cinema d'acció, però prou sovint trobem l'acció unida a l'aventura i aquesta com a substitució de l'acció, fins i tot el contrari.
Passa que una pel·lícula d'acció no pot fer altra cosa que calcar el guió narratiu de l'aventura, però a diferència de l'aventura, el focus es troba en el llenguatge físic, l'acció física. Alhora, l'aventura no pot fer altra cosa que proposar acció, és a dir, llenguatge d'activitat d'alta tensió a l'heroi de la novel·la. Això mateix crea la confusió. D'aquí que trobem aventura-acció, acció-aventura o un dels dos termes per separat, però en substitucció de cadascun.
En realitat l'aventura precedeix l'acció. Ha estat un gènere literari amb molt d'èxit. Però, a l'hora d'adaptar-lo a la televisió, resulta que la imatge té un efecte que cap text escrit pot donar. L'acció que decorre en una aventura s'omple de vida a la gran pantalla. El públic en queda esparverat.
L'aventura era l'etiqueta i fou així durant tota la història del cinema fins que a la dècada dels anys 1970 es comença a parlar d'acció degut a l'alt nivell d'activitat de les pel·lícules d'aventura. A la dècada següent el gènere queda establert amb uns codis propis. Llavors es parla d'un subgènere, de cops un gènere a banda i altres cops, una simple designació d'efecte a la pantalla per a l'aventura.
Comptat i debatut, vulguem dir-ne cinema d'aventures o vulguem dir-ne cinema d'acció, estarem parlant del mateix gènere, amb algun matís. L'acció és espectacle purament físic, l'aventura és més narrativa. Podríem, tot amb tot, concebre un gran gènere i segons com sigui l'activitat física, decantar-ho més cap a l'acció o més cap a l'aventura.

### Subgèneres de l'aventura
L'arbre general dels subgèneres de les aventures s'ha de llegir de dalt cap a baix i de sota cap amunt. Segons el grau d'acció, caminarem cap avall, segons el grau d'aventua, llegirem cap amunt. L'èpica es proveeix de molta aventura mentre que les road movies contenen immensament més acció que aventura, gairebé només acció.
Aquesta lectura en doble sentit s'ha de fer igualment amb una escala de temps. L'èpica és el primer gènere d'aventura i com més ens apropem al final del segle xx, tot tendeix a ser més i més acció. Per tant, les road movies són el darrer gènere que sorgeix.
1. Èpica
2. Capa i espasa
3. Western
4. Arts marcials
5. Road movie

## Llenguatge cinematogràfic

### Llenguatge escrit

#### Els personatges de la narració
Els personatges del cinema d'aventures són essencialment de dos tipus: el bo i el dolent. Encarnen dos valors: la bondat i la maldat. Per tant, hi ha dos protagonistes, el bo i el dolent. No hi ha cap principi del doble com a la fantasia, però el dolent es presenta prou sovint com a inepte, contràriament al bo.
Sota els dos protagonistes hi trobarem una gran varietat de bons i dolents aliats cadascun en la defensa de la casua de l'un o de l'altre. Malgrat ser personatges secundaris, els dos protagonistes, bo o dolent, no podrien fer res d'allò que es proposen sense seu. En no haver-hi fantasia, els personatges són persones normals, tot i que altament estereotipats.
El protagonista bo, d'altra banda, ha de disfressar-se d'heroi i embarcar-se en una aventura i, per donar-hi toc còmic, s'acompanya freqüentment d'un amic, maldestre. És un recurrent, tot i que també hi ha l'acompanyant femenina que al final de la pel·lícula es deixa conquistar per l'heroi. No és inepta, ni maldestre, sinó que tota l'estereotipació la converteix en el prototip de dona dèbil, bella i sensible.
Amb l'heroi no ens hi identifiquem, però hem de voler immitar-lo. Se'ns mostra guerrer i inviolable. A tot plegat cal afegir-hi el component parlat. En efecte, el dolent parla sempre una llengua estrangera, fet que ens diu bastant sobre una societat racista per qui el foraster és incomprensible, d'un llenguatge incívic.

#### La trama de la narració
La història comença amb un estadi inicial de contextualització. S‘hi presenta el protagonista bo i la missió que haurà d'acomplir. Existeix un últim objectiu, el rescat de persones, fer-se amb algun tresor, un misteri que cal resoldre, etc. Aquí és on dibuixarem els dos camps. L'heroi bo hauria de voler resoldre un misteri, salvar el món, etc, mentre que el dolent hauria de voler el tresor, conservar el misteri en l'anonimat, etc. El protagonista bo no és un elegit, no el guia cap mentor, però sembla que l'aventura s'escaigui com l'anell al dit.
Comença el viatge i, per tant, les peripècies. Tota la pel·lícula és una cascada de peripècies. Fins no arribar a l'estadi final, les característiques de la trama són:
- Tractament intranscendent i pseudodramàtic dels conflictes que planteja.
- Les escenes de molta acció: batalles, persecucions sovint es filmen en plans curts.
- Personatges estereotipats i antitètics (un heroi fort, valerós i un dolent)
- Els personatges lluiten per un objectiu: tresor, resolució d'un misteri, rescat de persones.
- Els protagonistes travessen per obstacles i sofreixen una transformació al llarg de la història.
- L'acció dramàtica ocorre allunyada dels espais quotidians. Sempre en llocs poc usuals: selves, deserts, galàxies, etc.
- Sovint l'acció succeeix en el passat.
- Se li dona més pes a l'ambientació, vestuari i efectes especials que al guió.

La peripècia final desencadena un estadi de victòria. La premissa hi serà sempre la mateixa: el bé sempre l'emporta sobre el mal.

#### El lloc de la narració
L'indret de la narració normalment és fora de la vida comuna. Pot ser un desert, una selva, les entranyes d'una piràmide, etc. Ha de tenir un cert component d'exotisme. Ha de fascinar alhora que provocar por en l'espectador. Però, això sí, l'heroi no en tindrà por, hi farà front com a bon guerrer que és.
El mateix lloc ha de transmetre cert dramatisme, tendir cap a la peripècia, és a dir, donar joc a l'aventura: misteris amagats, mapes ocults, pedres precioses, etc. Tot hi sembla màgic, connotat d'història escrita amb una /h/ majúscula. Tot es producte de la imaginació del protagonista i l'espectador, que interpreten d'aquesta manera el lloc que els ha tocat per a viure-hi l'aventura. Per això prendrà força rellevància el vestuari, els efectes especials.

#### El temps de la narració
Segons el gènere, el temps de la narració canvia. Normalment tota aventura passa en el present, però subgèneres com ara la capa i l'espasa requereixen la recreació d'un passat històric. Així, per exemple, les adaptacions d'Els Tres Mosqueters ens envien cap a la França de Lluís XIV.
Si el present és l'elecció predilecta i el passat preferible per a l'èpica, és a dir, per a un subgènere, el futur simplement no existeix. Res pot passar al futur, tot és present o tot és passat. No hi ha viatge en el temps, cas pretès parlaríem de ciència-ficció o de fantasia.

### El llenguatge audiovisual

#### L'efecte zoom
Les pel·lícules d'aventura solen fer ús del primer pla per a mostrar algun detall importantíssim per al desenvolupament de la història. El primer pla no arriba de cop, sinó que la càmera juga a proposar diversos plans de mides variades que en el seu conjunt donen un efecte zoom. L'objectiu és que en plena escena d'acció el dinamisme de la càmera intensifique la sensació d'alta activitat física, però que alhora ens permeti acostar-nos al mapa, al tresor o a qualsevol altre objecte que sigui cobejat durant l'acció.

#### La successió instantània de plans
La pel·lícula d'aventures necessita incrementar la sensació d'alta tensió i per aconseguir-ho té l'hàbit de proposar una successió de plans, més aviat curts, a mode d'instantània. S'alternen amb un gran pla general que situa l'acció i tot seguit cadascun dels personatges en batalla s'hi desvetllen amb un seguit de plans curts. Primer la cara d'esforç de l'heroi, tot seguit l'espasa del contrari, acompanyat del pla curt d'alguna ferida, etc, tot això en l'espai d'instantànies.

#### Càmera en mà
Una forma de donar dinamisme a les pel·lícules d'aventura és la càmera en mà. La idea de treure la càmera al carrer i de filmar-hi sense el trípode prove de la Nouvelle Vague francesa. Vora els anys 1950 i 1960 s'estrena un llenguatge visual que ha estat bàsic per a qualsevol director de cinema.
A banda de la Nouvelle Vague, també cal parlar de la influència del cinema anglès de principis de segle xx, sobretot a nivell del documentari. Entre tots dos països s'assoleix un dinamisme que combinat amb la seqüenciació de plans en instantània donen un aspecte ben diferent a tota pel·lícula, sobretot quan es parla de l'aventura o l'acció.

## Història del cinema d'aventura

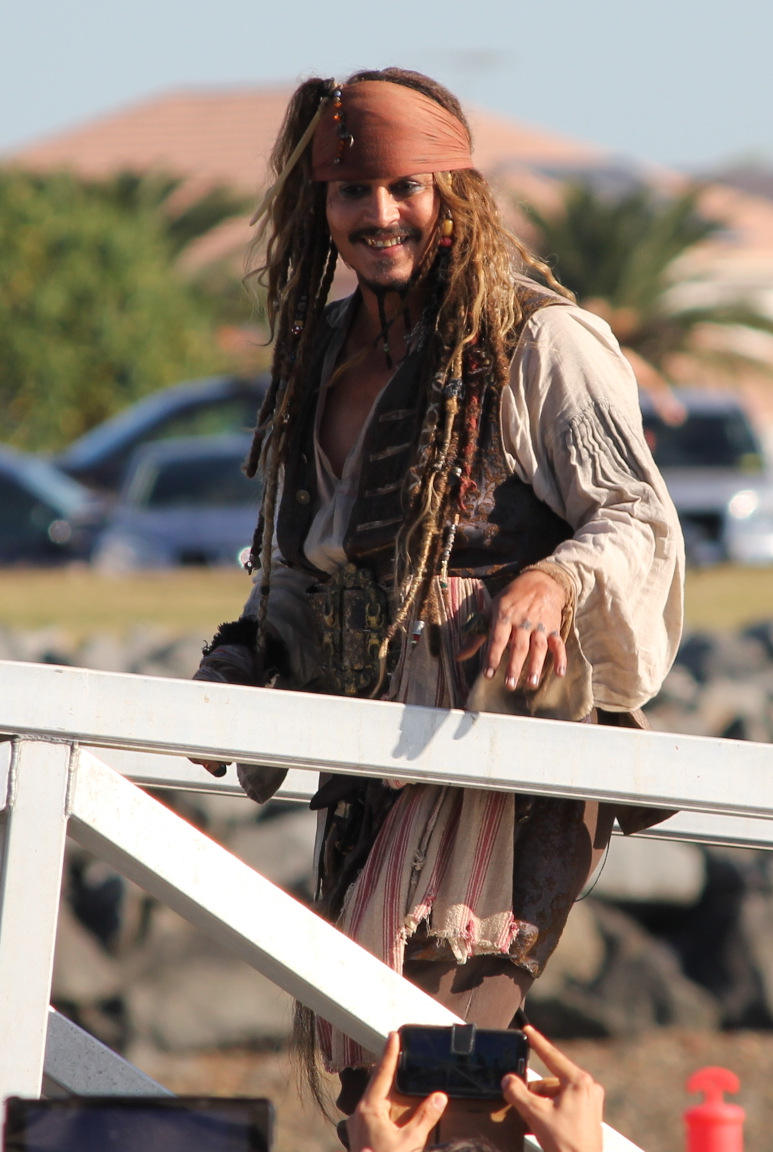
Jack Sparrow, protagonista de Pirates del Carib.

Abans dels anys 1980 tot és èpica o acció. És a dir, hi haurà recreacions històriques i bíbliques, plenes d'èpica amb capa i espasa, o acció de fusell contra fusell i cos contra cos. L'aventura neix realment als anys 1980 quan els Estats Units volen per primer cop crear noves èpiques sense personatges bíblics o històrics.
Això permet a l'acció esplaiar-se i diferenciar-se de l'aventura. D'aquesta forma mentre les pel·lícules d'arts marcials o de curses de cotxes omplen les taquilles d'acció, l'aventura crida un públic més familiar, i dona arguments a la televisió per apostar per quelcom de menys gastat que la típica aventura espacial.

### Aventures i acció amb història
Entre l'any 1910 i els anys 1960 l'èpica és el gènere més present al cinema. Ben bé el cinema comença amb èpica i proposa derivats de l'aventura com ara els westerns o les pel·lícules de capa i espasa, fins a acabar amb una petita edat daurada d'èpica durant els anys 1960. Aleshores l'aventura cau en desgrat i dona lloc a l'acció que pren més i més rellevància. El seu llenguatge de violència i manca d'argument a qualsevol preu permet separar i definir l'acció com a gènere a banda.
Les primeres pel·lícules d'aventures provenen del cinema mut. Principalment, el gros prové d'Europa amb Georges Méliès qui estrena l'any 1902 el clàssic Robinson Crusoe i l'any 1912 À la conquête du pôle. L'italià Mario Caserini estrena pels mateixos vols Gli ultimi giorni di Pompei, el danès Holger-Madsen Himmelskibet i l'italià Giobani Pastrone Cabíria. Aquesta darrera és l'obra més destacada del període encara que als Estats Units s'hi troben gran produccions com l'estrena l'any 1916 d'Intolerància d'en Griffin, Scott Sidney amb Tarzan of the Apes, Franccis J. Grandon amb The adventures of Kathlyn, Stuart Paton amb 20.000 Leagues Under the Sea, Hebert Brenon amb Invahoe, etc. En aquest període la majoria de pel·lícules èpiques provenen de la literatura. Són readaptacions com ara Gli ultimi giorni di Pompei tot i que també hi algun espai per a l'originalitat com ara Quo Vadis?, Joan the Woman, King of Kings o Cleòpatra.
La tendència de les adaptacions literàries al cinema continua durant els anys 1920 i 1930. Per exemple, Ben-hur, Napoleó, Els deu comandaments, El lladre de Bagdad, Octubre, The Son of the Sheik, The Last Days of Pompei, Cleòpatra, Gunga Gin, etc. Aviat s'estrenen els dos primers subgèneres, les pel·lícules de capa i espasa, i les de westerns. Totes dues provenen de la literatura i són aventures amb contingut èpic, és a dir, històric. França lidera les primeres, els Estats Units ho fan amb les segones. Són, de fet, dos tipus de pel·lícules pròpiament d'aquests països. El western ens trasllada als Estats Units de la colonització de l'oest i la capa i espasa a la França de Lluís XIV.
L'aparició del primer western, El gran vol ràpid de Petter Poter, així com de la primera de capa i espasa, Els Tres Mosqueters d'Henri Diamant-Berger, apaga temporalment l'èpica com a gènere a banda fins als anys 1960. Caldrà destacar pel·lícules com ara La Caravana cap a l'oest, The Iron Horse o 3 Bad Men, i, estrelles del western com ara John Ford. Fins als anys 1960 el cinema western s'experimentarà fora de les seves pròpies fronteres. Primer a Itàlia, després la Unió Soviètica i, finalment, a Austràlia. Així i tot cal parlar del primer estranger que s'hi posa, el francès Joë Hamman.
La capa i l'espasa fa la seva gran aparició a la dècada dels 1920, contràriament al western que ja s'ensuma des dels 1910. En Douglas Fairbanks es torna una gran estrella amb La màscara del Zorro, alhora que França lidera el mercat amb Fanfan la Tupile de Chritian-Jaque, La victoire de Bragelonne, Les aventures de Gil Blas de Santillane, La tour, prends garde !, etc. El món anglosaxó s'hi posa aviat amb Robin dels Boscos que engendra una allau de pel·lícules d'esgrima. La Unió Soviètica tampoc no s'espera gaire temps per a proposar les seves, però és l'estrena de Peter Pan en cinema d'animació durant els anys 1950 la que canvia les adaptacions i dona empenta per a l'estrena de pel·lícules de capa i espasa amb pirates, al vell mig de la mar. Per exemple, El pirata barbanegra, La illa del tresor, El pirata negre, Simbad, The Sea Hawk, La dona pirata, etc. Moltes són remakes dels anys 1930.
La guerra entre França i els Estats Units en l'àmbit d'aquests dos subgèneres dona lloc a la guerra entre Itàlia i els Estats Units pel pelpum. Es tracta d'un terme que es fa servir per a designar les pel·lícules d'èpica italianes, el major mainstream dels anys 1950 i 1960. De pirates, se'n continuaran fent i atenyen fins i tot una nova gran onada d'entusiasme a la dècada dels anys 1980 amb l'adaptació al cinema a partir de l'animació de Peter Pan. Ara bé, el lloc més destacar hi és per a l'estudi Cinecittà que des d'Itàlia inunda el mercat amb pel·lícules bíbliques i mitològiques. És un bras de ferro. Itàlia i Europa en general miren de resistir a la recent instal·lada Hollywood que en sortir de la Gran Guerra es torna una potència dins el cinema. Per a fer-ho més enganxós es parlava directament de pel·lícules d'espasa i sandàlies. Un ítem que haurà deixat grans produccions com ara Espàrtac, Cleòpatra, Els Deu Manaments, La túnica sagraada, Quo Vadis, Samson and Deliah, La Guerra de Troia, Ròmul i Rem, Barrabàs, Ursus, Sodomo i Gomorra, Saül i David, El magnífic gladiador, El Cid, Alexandre el Gran, Le fatiche di Ercole, etc.
Amb el final dels anys 1960 acaba el primer cicle de pel·lícules d'aventura. Han estat majoritàriament films històrics, amb molta èpica i una gran presència de la lluita d'antuvi, la capa i l'espasa. Amb alguna excepció, els westerns que bescanvien l'arma blanca per les pistoles. Durant tot aquest temps haurem tingut la sort de trobar grans estrelles de la pantalla com ara Garbo, les primeres pel·lícules d'aventura i fantasia com ara El màgic d'Oz, tot s'ha de dir, en color, o grans adaptacions literàries com ara Volta a la Terra em Vuitanta Dies.

### Acció sense història

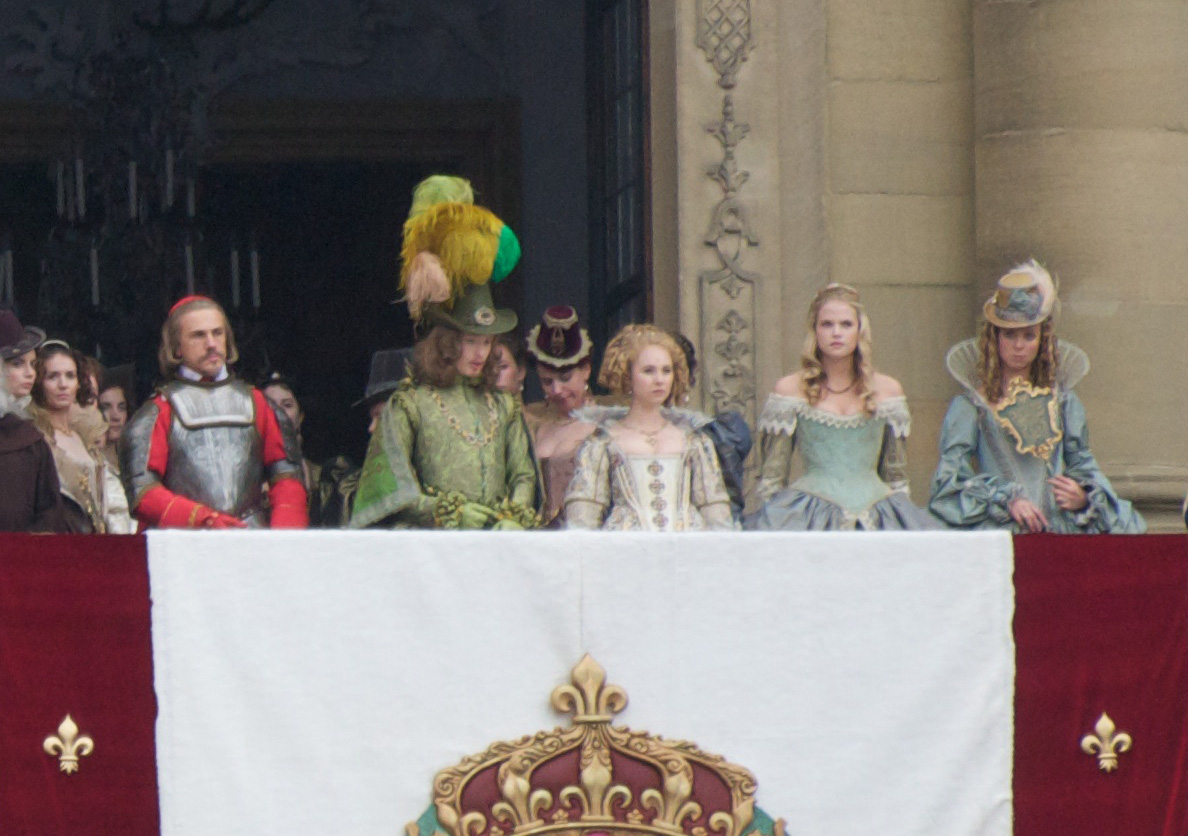
Captura de pantalla del remake d'Els tres mosqueters (2011)

És a la dècada dels anys 1950 que cal cercar el regirament del panorama aventuresc. En efecte, l'estrena de James Bond, una pel·lícula ja culta i que encara avui desperta passions amb remakes de tota mena, posa de cap per avall els westerns i les històries de capa i espasa. El cinema pelpum s'extingeix, així com els westerns. L'aventura desapareix i és substituïda per una línia d'acció com més anava més violenta, sense argument i amb alta tensió. Podríem dir que és una alternativa a les pel·lícules de la New Wave, socialment compromeses i, per tant, amb contingut pensat i ideat exclusivament per a fer rumiar el públic.
Per a aquesta nova etapa hi haurà espies amb pistola o combats de cos a cos amb les arts marcials. Les primeres pel·lícules ja porten un llarg recorregut que remunta a l'època del cinema mut amb The German Spy Peril. El mateix Alfred Hitchcock prova amb aquest subgènere a Agent Secret i Notorius. L'estrena de James Bond, però, les redobla durant els anys següents: Conversa secreta, Els tres dies del Condor, El dossier 51, La Serp, El cas de Ciceró, Torn Curtain, The Spy Who Came in from the Cold, etc. Són films que s'escauen perfectament al context geopolític. La Guerra Freda necessita imposar un ambient d'espies contra espies dels dos blocs.
Des d'Àsia hi va arribar l'adaptació a allò que a Occident s'havia materialitzat com a capa i espasa. És a dir, a l'Àsia el cinema de capa i espasa també hi fa forat, però no pas amb arma blanca, sinó amb acció d'homes contra homes. És el subgènere de les arts marcials que debuta als anys 1950 amb Bad Day at Black Rock. Chuck Norris, Bruce Lee o Jean Claude Van Dame es tornen aviat en grans estrelles del gènere. Normalment s'hi practica el kungfu davant la càmera. Hollywood no s'espera per a explorar un món exòtic tot i que ple d'acció. Podem destacar Enter the Dragon, Fúria oriental, La main de fer, Zui Quan, La fúria del dragó, Five Deadly Venoms, Executioners from Shaolin, A touch of Zen, The Magnificient Butcher, etc. Durant la dècada dels 1990 aquest cos a cos va donar idees a la televisió on finalment s'hi estrena les aventures de Xena.
En paral·lel, l'aventura pròpiament dita es conjuga amb ciència-ficció per a donar lloc a tota una sèrie de pel·lícules d'herois mutants, tot i que no sempre. Són adaptacions de Marvel. Altre cop fan funció de propaganda per als Estats Units en plena Guerra Freda. Hi haurà Superman, L'Increïble Hulk, The Amazing Spider-Man, Kamen Ride Amazon, Wonder Woman, Captain America, Batman, Dr. Strange, Super Stooges, Three Giant Men, etc. Des d'Àsia hi haurà adaptació amb Himitsu Sentai Coranger.
Aquesta presència sobredimensionada de l'acció fa que es constitueixi com a gènere a banda, separant-se de mica en mica de l'aventura. Des de llavors s'entén que l'acció no cerca història, ni melodrames, sinó que vol mostrar acció i prou. Precisament, aquest nou llenguatge, acció i prou, dona idees i des de Hollywood s'estrenen als anys setanta les primeres road movies. Mad Max és probablement el primer veritable precedent per a aquest tipus de pel·lícules. De seguit s'hi succeïren Five Easy Pieces, Duel, Two Lain Blacktop, The Gateway, Badlands, American Graffiti, Driver, Punt límit: zero, Boja evasió, Hooper, l'increïble, etc.

### Aventura sense història

Non-Stop, pel·lícula del català Jaume Collet-Serra

A la dècada dels 1980 hi ha un sentiment generalitzat d'exhauriment. Els hippies a la dècada anterior no assoliren res d'allò que s'havien plantejat i, a més, el cinema havia anat molt lluny en quant a propostes intel·lectualitzants i artístiques. El Vietnam és la temàtica estrella dels TN, així com ho era igualment l'afer Watergate. El públic es desentén d'alguna manera de tot l'activisme setanta. Les pel·lícules d'aquesta mena cauen i no fan entrades espectaculars com havien fet tot just començar els anys 1970.
Vora l'any 1982 l'estrena de l'adaptació Conan el Bàrbar (pel·lícula de 1982) amb Arnold Schwarzenegger com a protagonista. Duu Hollywood a tornar en gran amb la fantasia, la ciència-ficció i, sobretot, amb l'aventura. Es parla i tot d'una època formativa perquè l'èpica es transforma en aventura. S'hi assisteix a canvis cabdals a nivell industrial. Els productors independents deixen lloc al pressupost de gran escala, als estudis de grandària i al cinema d'efectes especials. El major èxit de la dècada fou Indiana Jones, però Conan el Bàrbar (pel·lícula de 1982) i Rambo van posar les bases per a un prototip d'estètica masculina que es va tornar molt de moda durant els vuitanta. Stalon, Mel Gibson i Schwarzenegger es converteixen en tan solament dues estrenes estrelles de la gran pantalla, la imatge de com havia de ser un home.
Els vuitanta foren una època molt kitsch amb màrqueting i marxandatge a tot arreu. Les pel·lícules d'aventura varen posar el dit sobre aquesta tecla per tal de multiplicar-ne els beneficis. En aquest àmbit, les pel·lícules de pirates valgueren grans guanys com ara Island, The Pirate Move, Yellowbeard, The Goonies, The Ice Pirates o Pirates. Fora d'això, caldrà destacar-hi Abyss, Stand by Me, La Porte du Paradis, Antarctica, Excalibur, La Ruta cap a les Índies, El secret de la piràmide, etc.
En aquest aspecte cal destacar els remakes de MARVEL com ara Wonder Woman. De fet, moltes estrelles del còmic fan la seva aparició a la gran pantalla com ara Spider-Man. Quelcom que perdura des dels noranta fins ben entrada la dècada dels 2010. X-Men, Iron Man, The Advengers, Captain Marvel, The Guardians of Galaxy, Hulk, DeadPool, Ant-man, Logan, Thor, Batman, etc. De forma general hi ha lloc únicament per a un model heteronormatiu i racial que de mica en mica es trenca, tot i que amb grans dificultats. És el cas de Black Widow, Black Panther o Shang-Chi. La competència es fa amb milions gràcies a Hellboy, el primer anti-heroi, un diable transformat en aventurer i salvador del món.
Les pel·lícules de Nadal són sovint entre 1980 i 1990 el cas per a exhibir-hi aventures i acció al mateix temps, tot plegat amb toc d'humor i infantesa ambient. S'hi escenifica sovint el robatori del Nadal per part d'un dolent, així com un pare que no vol pas que li prenguin el Nadal al seu fill. El model hetero-normatiu es posa al dia i entre el Pare Noel, la màgia i l'aventura, les pel·lícules omplen les tardes de les televisions occidentals. En aquest àmbit caldria destacar l'anti-heroi d'això com fou El Grinch. Tanmateix, la dècada dels 1980 queda marcada per la persecussió policial. La guerra contra la droga empresa per Ronald Reagan, una nova forma per a imposar l'ordre tal com el vol veure els Estats Units, porta a la pantalla policies justiciers que lluiten contra un caos de drogues i delinqüents en grans megàpolis fosques.
Aquesta mena d'acció caminca lentament cap a la substitució del drogadicte en terrorista. Així mateix s'acaba apreciant entre Top Gun i Al punt de mira. Molts cops el lloc d'ambientació és la selva o els càrtels llatinoamericans. Hi trobem de rerefons el discurs del civilitzador, l'americà, i el bàrbar, les guerrilles llatinoamericanes. Ningú ens explica com els EUA introdueixen les drogues en sòl llatinoamericà, ni com potencien la creació de guerrilles marxistes, sinó que l'acció només hi divulga el bon costat que freqüenta l'estatunidenc, la del seu protagonista, bondadós, policia i justicier ple d'heroïcitat. A banda, però, Missió Impossible renova el clàssic James Bond i torna Tom Cruise en l'estrella indiscutible de Hollywood.

### L'anti-heroi pren el poder
Els noranta, d'altra banda, estrenen pel·lícules emblemàtiques que marquen tendència. La saga Pirates del Carib que fa llavors comèdia amb el prototip mateix d'heroi, home mascle, dominant i dominador, musculós i masclista. És, de fet, la tendència que comença a apreciar-se a partir del segle XXI. Principalment gràcies a Pixar, el guió salta i dona viravoltes d'alta intensitat. Quelcom que l'animació, no pas Disney, entén perfectament i així mateix la competència proposa aventures d'anti-herois, com ara Lego, que de mica en mica conquereixen el món adult. Exemple d'això Johnny English protagonitzat per Mister Bean. Un James Bond maldestre i gens musculat mira de guanyar el mal. Tot i que just al costat, Casino Royal torna als prototips clàssics.
En gran resum, s'ha de dir que les innovacions provenen en aquesta dècada de l'animació, perquè el cinema per a adult sembla desdir-se de l'aventura. Així Kong Fu Panda ateny rècords amb les arts marcials mentre el món adult tendeix a la recreació de l'èpica amb Gladiator, Troia, 300, etc, l'orientalisme amb L'últim samurai o la mitologia nòrdica amb The Last Kingkom. L'acció, per la seva banda, aprofundeix en la persecussió amb L'ultimàtum de Bourne, Arma Fatal, Skyful,l etc, pel que fa la vessant revòlver contra revòlver, i Fast and Furious, pel costat cotxe contra cotxe.
Davant la manca d'originalitat hi ha qui mira de tornar al cinema dels vuitanta amb La cerca: el diari secret, Night at the Museum, Viatge al Centre de la Terra, etc. Però, efectivament, l'ambient és a la fantasia i les pel·lícules de catàstrofe. D'altres introdueixen un concepte ben original a la narrativa com és Déjà Vu o Crash.

### L'heroi: mascle dominant
L'heroi a les pel·lícules d'acció i aventura són homes i virils. Dos termes que beuen del llegat grecoromà. A la Grècia clàssica l'home hi era públic, en tant que no es reservava pas a la llar. Era el comandant de la casa, dominant i dominador. Xenofont en fa i tot un tractat que elogia l'art de com manar. Les pel·lícules d'aventura i acció ens mostren un heroi així. No hi trobarem pas una dona heroïna. La fortuna i la glòria d'haver salvat la humanitat és una cosa d'homes.
I, en aquest àmbit, val més que continuï sent així, cas contrari s'aplica la censura. Per exemple, la saga de Superman i Robin fou qualificada d'homosexualitat encoberta pel psiquiatra Frederic Wethan, ara pels trajos, ara per la relació d'amistat entre ambdós. Els trajos s'extreuen del culturisme, un món no gaire sospitós d'homosexual, i el personatge acompanyant és simplement un ajudant, un recurs propi de l'aventura. Però el psiquiatra estatunidenc accabà animant que l'estat censurés tot element que pogués donar a entendre existència d'homosexualitat al contingut d'entreteniment venut a la població. La Comics Code Auto va forçar, per exemple, el sorgiment d'una companya sentimental per a Batman, la Batwoman.
El psiquiatra s'exasperava de pel·lícules, sèries i còmics que feien caure el concepte hetero-normatiu de la família, quelcom que es retroba a qualsevol discurs d'extrema dreta, però que a l'entre-guerres i fins als anys 1950 tenia molta càrrega a la societat. Per això mateix les pel·lícules d'aventura i acció ens parlen d'una societat masclista que es fa una imatge molt particular, i errònia, d'allò que és el sexe i la sexualitat. L'heroi és heterosexual, esportiu (ex.: Bloodsport), independent (Indiana Jones), poc parlador (Batman), violent (Blade Trinity), musculat (Terminator), sense sentiments (Parc Juràssic), poc sensible (Dirty Harry) i poderós, perquè pot amb tot (Olimp ocupat). És el prototip de l'home d'èxit, la imatge del gentleman que el món industrialitzat va voler fer-se al segle xix de l'home.
És una imatge masclista i que incentiva el maltracte. Però és, al capdavall, tal com han d'ésser els herois de les pel·lícules d'acció i aventura, si més no, així mateix han estat retratats tot al llarg de la història del cinema.

### Estoïcisme aventurer
Les pel·lícules d'aventura i d'acció són un revulsiu contra l'alineament que produeix la societat industrialitzada i capitalista. En efecte, són films que permeten sortir de la rutina, de l'anar i tornar de la feina. Permeten conèixer nous mons encara que tot hi sigui ficcionat, exagerat. Apel·len a la curiositat de l'ésser humà que es tradueix en ganes d'anar a explorar el món, de tenir quelcom més animat i actiu a la seva vida, que la simple feina i treball que la industrialització ha ofert a la societat.
Són doncs pel·lícules una mica estoïcistes en tant que juguen amb el plaer de deixar-ho tot i de cop i volta endinsar-se en una aventura més excitant que permet conèixer nous racons, nova gent i noves maneres de viure o d'ésser. L'aventura aquí exerceix una mica de crítica cap a la industrialització. Sembla que anar-se'n a viure aventures en mig de la selva és immensament més excitant, que complir la feina d'oficinista, dependent de botiga o caixer de supermercat. Homes i dones necessiten retornar d'alguna manera a l'estadi primari, aquell en què David Hume, il·lustrat, ens parlava d'un idil·lisme que fou pertorbat per la “civilització”.
D'alguna manera aquesta mena de pel·lícules permeten fugir de la culpabilitat de no poder sortir de l'alineament industrialitzador.

### Masculinitat, heroïcitat i sexualitat
Pel darrere, pel davant, al contrari, a sobre o a baix, el sexe és a tot arreu. El trobem als cartells publicitaris, al tràiler, a la veu del protagonista, a la seva aparició a la televisió i a la pel·lícula mateixa. Hi és sexual. Cos d'atleta, estàtua grecoromana convertida en carn i ossos, el sexe s'esplaia sobretot si es tracta de pel·lícules d'aventura. Hi sentim atracció, és pornografia per a heterosexuals.
El sexe ven i això és una veritat que no calia que cap setciències la descobrís. Des de les pel·lícules de la Hammer, el sexe s'ha anat obrint. Del simple petó a l'acte sexual sense complexos. Existeixen i tot pel·lícules on el sexe és l'únic argument de la trama. A Mentiras y Gordas no hi aprendrem res de molt productiu, llevat de veure com el noi galant acompanya el seu company d'aventures a tastar cadascun dels costats del seu gland. Especialment a les pel·lícules d'aventures, el sexe hi és, tot i que subtilment ben amagat.
El prototip de noi valent i altament musculat, un mil homes com mai n'havien existit, avui amb la depilació més perfecta possible, signe d'uma metro-sexualitat ambient, és un objecte sexual per al públic que si no entra a la sala de cinema per l'aventura, sempre podrà gaudir de cadascun dels quadrats simètrics dels seus abdominals, del seu pectoral o el treball de les dues boles acompanyen el seu braç.
Com dèiem el sexe és a tot arreu i això és una revolució que es porta encubant des dels anys 1970. Avui cap pel·lícula a Hollywood pot prescindir-ne. Actors i actrius són acompanyats per un exèrcit de nutricionistes, entrenadors i estilistes per tal d'acostar-se tant com la llei de la física els permeti a les estàtues grecoromanes d'antuvi. Quelcom així ens dona pistes sobre com la societat de la moralització perpètua ha finalment deixat lloc a un sexe desacomplexat. No hi és tabú i per això s'exhibeix arreu. La pornografia és d'accés directe capes de població com més va més joves. I, això mateix, és produeix a partir dels anys 1980, època estrella del cinema d'aventures. De mica en mica la societat s'allibera de les consignes i restrictives normes de l'Església catòlica per a sortir finalment de l'armari i mostrar-se a cada aparador de revistes.

## Acció, aventura i política

### El mite de l'Arabilàndia
Les pel·lícules d'aventures i d'acció produïdes a Occident presenten sempre la poblacció àrab amb estereotips negatius. L'àrab hi interpreta sempre el rol del dolent. Això mateix ha remarcat i analitzat Jack G. Shaheen a Reel Bad Arabs: how Hollywood vilifies a people? (2006).
La seva obra revisa un catàleg de 300 pel·lícules. El resultat ens parla d'una societat racista vers les poblacions del nord d'Àfrica. Les pel·lícules d'aventures produeixen sovint una imatge d'una negativitat tant elevada que empeny a l'odi. Se'ls desproveeix d'humanitat, la qual cosa es pot emmarcar perfectament en l'àmbit polític. És, en efecte, la política occidental qui vol que el seu públic malmiri el món àrab per tal de continuar explorant-hi el petroli i promoure-hi guerres incessants amb l'agreujant de presentar-se de seguit als faristols, i el discurs de l'amenaça a la pau global a la mà, fer prova de cinisme.
El professor remarca, en primer terme, la construcció de l'anomenat mite de l'Arabilàndia. És a dir, el lloc on es produeix la narració es presenta sovint en mig d'un desert fosc, hostil i àrid. El dramatisme musical acompanya un oasi amb les seves palmeres. Tot seguit un palau imperial amb el xeic, envoltat de luxe, se'ns apareix arrogantment. És un home barbut i masclista. Mata per diners, no té escrúpols i utilitza la dona com a objecte sexual. Això mateix s'aprecia a Maciste contra el xeic (1962) o Aladí de Disney. Shaheen informa que aquesta imatge, gens realista, s'importa d'Europa, més delimitadament de la imatge que els colons francesos i britànics volien donar del Llevant a Europa durant el segle xix. D'ençà, fa saber, les coses “no ha canviat gens amb el pas dels anys” [trad.].
L'àrab hi és un “gos rabiós del desert”, així mateix s'arriba a parlar dels àrabs en dibuixos animats. Tot està pensat per fer de l'àrab un bàrbar, reproduir el discurs habitual dels civilitzats contra la barbàrie. La pel·lícula d'Aladí, per exemple, comença en to musical d'aquesta manera: “et tallen l'orella si no els agrada la cara que fas. És barbàric, però és casa meva” [trad.]. L'home hi és perillós, violent, nimfòman i inepte perquè, naturalment, així mateix vol el guió, la intel·ligència prové de l'heroi occidental que entra en territori hostil per a salvar-hi la bella rossa occidental. Bellesa prototípica, és dèbil, però no vol pas deixar-se seduir per l'àrab, que la rapta. L'occidental és un gentleman, l'àrab un porc fastigós. Un exemple d'això són A la recerca de l'arca perduda, La joia del Nil, Protocol, Mai diguis mai, Sàhara, La Madame se'n va a Washington, Mentides arriscades, Els bojos de Cannonball, etc. L'àrab hi és gairebé “un pallasso” [trad.].

### El somni americà

Cartell de la pel·lícula Capità Amèrica, prototip de propaganda americana

En l'àmbit polític les aventures també han estat utilitzades als Estats Units per a exaltar el país a mode de propaganda turística. En efecte, Superman, per exemple, és un personatge d'aventures i acció que neix als EUA de l'entre-guerres, sembla i tot que dissenyat per a fer publicitat fora del país.
El context polític n'és procliu. L'ascens del feixisme, degut a l'obsessió de França de voler humiliar Alemanya, la crisi econòmica, degut al Crac de 1929, es tornen motiu per a exaltar els valors del progrés davant la destrucció de la moral que ofereix el feixisme. D'aquesta manera Superman encarna la figura d'un immigrant que adopta el nom de Clark Kent. És un home de carrer, un qualsevol, que agafa el trajo de super-heroi i s'endinsa dins una ciutat pertorbada per la maldat, gairebé sinònim de la destrucció que volen promoure els partits d'extrema i d'ultradreta. Es torna un justicier i això li permet exaltar el somni americà. Primerament, perquè és un immigrant que exerceix un rol major per a la societat estatunidenca, que vol dir que els EUA s'hi mostren tolerants. Segonament, perquè es torna un model d'imitacció per a l'immigrant: arriba, canvia't de nom i posa't a treballar, la societat t'ho agraïrà.
És d'alguna manera l'encarnació del mite americà, així com una bona imatge de propaganda per al país: els EUA són els justiciers de l'ordre internacional, un país de tolerància, pau i bondat, de l'universalisme. És ideologia.

### Del bon salvatge a l'anti-sindicalisme
És un recurrent a les pel·lícules d'herois. El reforç del missatge hetero-normatiu de com hauria de ser la masculinitat, és acompanyat d'un contingut clarament anti-comunista a la Guerra Freda. En efecte, els EUA fan dels personatges de Marvel un model de societat, propi al maccarthisme. Així, Batman vol ser el prototip de gentleman que des de la classe alta combat una coalició de proletariats que volen subvertir l'ordre social. Quan Batwoman, Catwoman o Wonder Woman surten i apareixen per primer cop a la premsa, volen ser una autoritat de la benevolència, pròpia a tota dona. El Comics Code Auto obliga i tot a Wonder Woman a trobar-se un nòvio, una parella que la mantingui l'ànima al cor.
És propaganda. Sobretot, en context de Segona Guerra Mundial, sorgiren les primeres dones heroïnes amb la voluntat d'animar les dones a treballar a les fàbriques d'armament per la Nació, amb lletres majúscules. Superman, a més, vesteix la disfressa de superheroi, no pas perquè calgui protegir la societat de la maldat, sinó perquè cal mantenir-hi els bons valors. És una mena de justicier en mig dels estats sudistes, que cal civilitzar.
El mite civilitzador, justificant de les colonitzacions, és pretext de narració dels primers súper-herois. Per exemple, a Tarzan, obra literària que va sortir de l'escrit per fer-se lloc al cinema, se'ns hi conta la història d'un nadó blanc deixat en mig de la selva, sense voler-ho, per part d'uns aristòcrates anglesos. És recollit per una tribu de micos salvatges que l'eduquen. S'hi adapta i guanya induïció, instint, iniciativa i innovació. Aquí el colonialisme més clàssic reprèn una obra que denuncia la corrupció de la societat industrial per tal d'exaltar un suposat geni de l'home blanc. Es torna una mena de darwinisme social confirmat per qui voldria veure l'home blanc com a inherentment més intel·ligent que l'home negre. Tarzan s'hauria adaptat a la vida salvatge perquè és un home blanc capaç de mostrar adaptació al seu medi.
Aquest discurs racista és reprès per a enaltir el petit nen negre que és educat, sobretot a la dècada dels anys 1950, com ara El llibre de la selva, per a enaltit l'home blanc adaptat en territori hostil, durant els anys 1960, com les pel·lícules protagonitzades per John Carpenter, etc. Cal posar èmfasi sobre la Lliga d'homes blancs extraordinaris, com ara Martian Manhunter, Allan Quatermain, Adam Strange, etc.

## Impacte a la societat

### Els videojocs d'aventura
Durant els anys 1980 les noves possibilitats que oferia la tecnologia va permetre un boom dels videojocs, ràpidament traduïda en sagues nodrides d'aventura, de cops amb fantasia, altres cops, d'acció.
La indústria del videojoc ha estat a carrera llarga la qui millor ha sabut traslladar l'adrenalina de les aventures a casa de tota la població. La fita més important fou la creació de Super Mario Bros l'any 1985. Un fontaner, en Mario, es torna el protagonista de tot un perible d'obstacles i mons diversos, sota l'aigua, aire i terra, disposat a salvar la princesa, presonera d'un castell fosc. Una trama d'aventures que inspira més endavant noves creacions digitals com ara Super Sonic, però que ja havia estat protagonitzada per un mico, Donkey Kong.
Les plataformes d'arcade es tornen el millor mitjà per a divulgar-hi sagues d'aventures: Dragon's Lair, Fantasy World Dizzy, The Legend of Zelda, Metroid, etc. Hi haurà fins i tot acció amb Karateka o Punch-Out i alguns precedents de road movies com ara Out Run.
A la dècada dels anys noranta del segle XX les aventures als videojocs es tornen més realistes gràcies a Tomb Raider o Gran Turismo. Neix la primera consola ergonòmica, la Nintendo. Tot un avenç a nivell tecnològic. L'ús del 2D permet uns videojocs més actius, una inventiva més gran i un major guany en realisme. És el cas de Namco, Virtual Fighter o Race Driving.
Els anys 2000 posen al centre l'aventura gràcies a Resident Evil 4. S'hi redoblen les adaptacions del cinema al món dels videojocs. De la simple aventura fins a la fantasia o la ciència-ficció, els videojocs donen una empenta definitiva a un gènere que inicialment havia quedat restringit a la novel·la de literatura: World of WarCraft, Final Fantasy, Harry Potter, Zelda, No Man's Sky, Shadow of Chernobyl, Project Gotham, etc.
L'arribada de la informàtia ha revolucionat el món dels videojocs. Ara la immersió es troba a l'iniciativa de l'aventura a la indústria dels videojocs. La realitat virtual ha permès al públic tornar les pantalles de cinema en un món real del qual el mateix espectador se'n torna protagonista. En resum, el món del videojoc ha reprès gairebé des dels primerencs l'aventura i l'acció com a tema central per a fer viure al públic l'adrenalina que viuen els herois de la gran pantalla.

### L'aventura als concursos de televisió
Des de la dècada dels anys 1960 que la televisió s'inspira de les aventures del cinema per a recrear concursos on l'aventura en forma d'obstacles hi és el centre. El concurs més conegut en aquest aspecte és els Jocs Sense Frontera, promogut per l'UER i, com Eurovisió, va servir per a enaltir l'ordre polític instaurat després de la Segona Guerra Mundial i força visible als Jocs Olímpics. Serveix per a exaltar el model de les Nacions Unides, amb un consell de privilegiats que mana sobre la resta de membres, amb la força i sense demanar cap mena de permís.
Posteriorment, s'inventen jocs de tota mena que parteixen del model Jocs Sense Fronteres. És el cas del Gran Prix a Espanya, reprès sota diverses formes als països veïns. També caldria destacar Fort Boyard a França, així com les seves derivades, Boyardland o Districte Z.
A l'Àsia aquest tipus de concursos redoblen les audiències d'ençà molt de temps i és la compra del programa Humor Amarillo als països europeus, la que incentiva la reinvenció del gènere amb Ninja Warrior. Fora de l'àmbit televisiu, aquesta mena de jocs es troba als parcs infantils de tota ciutat. És un model que guanya perquè incentiva la curiositat del nen i al mateix temps permet dispensar-hi tota la seva energia. En resum, l'aventura ha estat inspiració fora de la ficció, en concursos de tota mena, inflables i readaptacions molt exitoses a la mateixa televisió.

### Eufòria VHS
L'eufòria que va produir el cinema d'aventures a la dècada dels 1980 va fer que les cintes de VHS es tornessin un mitjà imprescindible per poder vendre les seves pròpies produccions, encara que hom no fos membre del club elitista i luxós de Hollywood. Així mateix molts directors novells, dones i homes, copiaven les aventures que Hollywood venia com a panellets al públic mitjançant cassets de vídeo. Dins el públic redescobria les aventures, tot i que amb altres personatges, altres llocs i altres noms.
Aquest fenomen d'immitació fou la demostració més explícita de l'èxit del cinema d'aventures, malgrat que a l'època era un problema que s'expandeix a grans dimensions amb Internet, tot just una dècada. La pirateria esdevé la primera paradoxa del món del cinema. Visibilitza l'èxit de les seves produccions, dona empenta a directors que no són acceptats pel club petit i excloent que compon Hollywood, però a la vegada és el malson que ataca de cop i a grandària la indústria, proposant pel·lícules gratuïtament, sense pagar-les. El debat s'hi torna una batalla monumental: cultura lliure o cultura pagada?
L'activisme fa aviat de la pirateria la manera de delmar el negoci de gegants com ara Netflix que sense cap mena d'enuig a la consciència, emeten propaganda, prototips sexistes, racials i xenofòbia contra qui parla diferent, és diferent o no entra a les caselles de l'estàtua grecoromana que d'ençà Hollywood imposa a la població. És, d'alguna manera, ressituar el client. En efecte, són empreses que tendeixen a pensar que el client és l'empresa, i el consumidor una simple formiga, si reprenem mots de l'empresari Steve Jobs. Donar el poder de veure la pel·lícula sense pagar-la, és ressituar el rol de consumidor a qui l'és veritablement.

## Altres tipus de pel·lícules d'aventures
- El Road movie: Els  road movies són «pel·lícules a la carretera». El lloc de la intriga és la mateixa carretera i no els llocs que travessa.
- El Western: El western és un gènere cinematogràfic, l'acció de la qual se situa gairebé sempre a l'Amèrica del Nord, a l'època de la conquesta de l'Oest.
- La pel·lícula de ciència-ficció: Situada en el que podria ser el futur i / o els universos desconeguts, planetes llunyans, mons paral·lels, etc.

### Exemples de pel·lícules d'aventures (excepte elsroad movie)
- 1934: Tarzan i la seva companya
- 1937: Les aventures de Robin Hood
- 1963: Les tres espases del Zorro
- 1955: The Rains of Ranchipur
- 1975: L'home que volia ser rei
- 1981: A la recerca de l'arca perduda
- 1984: Darrere el cor verd
- 1985: Els goonies
- 1995: Braveheart